# 三田りょう
三田 りょう（みた りょう）は、日本の演歌歌手。東京都あきる野市出身。所属事務所は株式会社ファインステージ。所属レコード会社はテイチクエンタテインメント。
趣味はマラソン、山登り、ジム通いなどで体を動かすことを好んでいる。マラソンは、1992年と1996年にアメリカのボストンマラソンに出場して完走したほか、青梅マラソン・札幌マラソンなど数多くの大会でも完走している。1991年（平成3年）には青梅マラソンのイメージソング「春呼ぶ祭典」を唄っている。
出身大学は城西大学経済学部で、在学時は応援部に所属し、電車の中で歌うという訓練をするなどして歌うことに自信を持ち、歌手を目指した。

## 来歴・人物
1984年（昭和59年）第1回日本アマチュア歌謡祭に関東地区代表として出場し、優秀歌唱賞を受賞。作曲家の弦哲也のもとでレッスンを重ねた。
1987年（昭和62年）にキングレコードから「瀬川きよし」の芸名で「新潟慕情」でデビューした。
2000年（平成12年）9月に「哀愁フェリー」をリリースし、日本有線大賞有線音楽賞を受賞する。
2001年（平成13年）フェリーを乗り継いで「たったひとりの哀愁フェリーキャンペーン」90泊91日の日本一周をした。
2006年（平成18年）6月に発売の「佐渡航路」で2回目の日本有線大賞有線音楽賞を受賞する。
2008年（平成20年）9月に悪性リンパ腫を発症。
2010年（平成22年）4月に恩師の弦哲也作曲「心のみちづれ」で復帰。復帰後は悪性リンパ腫の啓蒙の「ライムグリーンリボン」支援活動を続ける。
2013年（平成25年）8月に『キルギス共和国22周年独立記念コンサート』で観客約5万人を前に新曲『風の旅人』を発表。大歓声を浴びた。後にこのコンサートの動画がYouTubeで再生100万回を超え、演歌・歌謡曲のジャンルでは異例の事と話題になる。さらに現地の情報文化大臣からコンサート出演の感謝状が贈られた。滞在中にはメディアに多数出演し、「日本のゴールデンボイス三田りょう」と紹介され新聞の一面を飾った。以降独立記念コンサートに毎年参加して首都のビシュケクの他、第二の都市オシュやカントでも歌を披露しキルギス訪問は2019年までに11回を数える。
2014年（平成26年）7月にテレビ東京系列のバラエティ番組『ありえへん∞世界』で、キルギスでの演歌ブーム火付け役として紹介された。
8月に『キルギス共和国23周年独立記念コンサート』にゲスト出演し、キルギス大統領の前で『風の旅人』を披露。会場に集まった観客5万人からも大歓声を浴びた。6日間の短い滞在期間中に出演したメディアの数は10本を超え、三田りょうのために記者会見も行われるという歓迎ぶりだった。
2015年（平成27年）1月にTBS系列「世界進出バラエティ!メイドインジャパン 日本に誇りもてるSP!」で、ブルガリアでも『風の旅人』が大流行していると紹介された。4月にTBS系列「世界の日本人妻は見た!」でキルギスが特集され、現地で大人気の演歌歌手として紹介された。8月に『キルギス共和国24周年独立記念コンサート』にゲスト出演し、キルギス過去最大級の規模であるコンサート会場に集まった7万人に『風の旅人 キルギス語ver.』を披露。滞在期間中には昨年と同様で多数のメディア出演に加え「三田りょうと行くキルギスツアー」や「三田りょう主催コンサート」を行った。9月にアメリカロサンゼルスで行われた『ジャパンフィルムフェスティバルロサンゼルス2015』に2014年から制作していた『風の旅人アニメ』を出品、『審査員特別賞』を受賞。
2016年（平成28年）8月『キルギス共和国25周年独立記念コンサート』にゲスト出演。今回の滞在中に世界最大の遊牧民のオリンピックである『World Nomad games』に、日本代表としてゲスト出演。この催し世界中のテレビ局で放送。
2018年（平成30年）11月、東京都羽村市とキルギス共和国との友好親善ボランティア大使就任する。
2019年6月キルギス.日本ビジネス協議会名誉顧問委嘱。
2021年6月(令和3年)、長年に渡りキルギス共和国との各方面に渡る交流、尽力してきた事により、アラバエフ・キルギス共和国国立大学より「名誉教授称号」を授与。
アラバエフ・キルギス共和国国立大学においては、3回ほどコンサートを行い、学生達との交流もあった。
2021年9月28日、羽村市とキルギス共和国とのホストタウン交流の推進に貢献したことにより、2020年東京オリンピック・パラリンピック競技大会組織委員会より、表彰を受ける。
2021年10月31日、羽村市とキルギス共和国友好親善ボランティア大使として、スポーツや文化芸術活動を通じての交流に貢献したことにより、羽村市より表彰を受ける。

## ディスコグラフィ

### シングル
- 瀬川きよし名義（キングレコード）

| # | 発売日         | 曲順 | タイトル | 作詞       | 作曲   | 編曲     | 規格品番   |
| - | -------------- | ---- | -------- | ---------- | ------ | -------- | ---------- |
| 1 | 1987年 4月21日 | A面  | 新潟慕情 | 伊吹とおる | 弦哲也 | 桜庭伸幸 | K07D-90118 |
| 1 | 1987年 4月21日 | B面  | (純カラ) | -          | 弦哲也 | 桜庭伸幸 | K07D-90118 |

- 櫂聖人名義（ビクターエンタテインメント）

| # | 発売日         | 曲順 | タイトル   | 作詞     | 作曲   | 編曲     | 規格品番   |
| - | -------------- | ---- | ---------- | -------- | ------ | -------- | ---------- |
| 1 | 1997年 5月21日 | 01   | 蛇使座の女 | 高畠諄子 | 幸耕平 | 今泉敏郎 | VIDL-30021 |
| 1 | 1997年 5月21日 | 02   | 愛だから   | 高畠諄子 | 幸耕平 | 今泉敏郎 | VIDL-30021 |

- 三田りょう名義

| #  | 発売日          | 曲順 | タイトル                                  | 作詞              | 作曲       | 編曲            | レーベル        | 規格品番   |
| -- | --------------- | ---- | ----------------------------------------- | ----------------- | ---------- | --------------- | --------------- | ---------- |
| 1  | 1988年 9月17日  | A面  | 浜酒場                                    | 飯塚義美 高橋直人 | 花笠薫     | 渡辺達也 宮沢謙 | リバスター      | RTC-0021   |
| 1  | 1988年 9月17日  | B面  | ブルー・レイン長崎                        | 高橋直人          | 花笠薫     | 渡辺達也 宮沢謙 | リバスター      | RTC-0021   |
| 2  | 1992年 7月4日   | 01   | 冬もみじ                                  | 川口武男          | 桜田誠一   | 鈴木英明        | キング レコード | KIDX-77    |
| 2  | 1992年 7月4日   | 02   | 大阪慕情                                  | 坂本僕水          | 高須はじめ | 鈴木英明        | キング レコード | KIDX-77    |
| 3  | 1995年 2月22日  | 01   | 香水                                      | 麻こよみ          | 弦哲也     | 鈴木英明        | キング レコード | KIDX-205   |
| 3  | 1995年 2月22日  | 02   | 男なら荒野を走れ                          | 若原久生 八代青樹 | 鈴木英明   | 鈴木英明        | キング レコード | KIDX-205   |
| 4  | 2000年 9月21日  | 01   | 哀愁フェリー                              | 岡村信良          | 岡村信良   | 鈴木英明        | テイチク        | TEDA-10483 |
| 4  | 2000年 9月21日  | 02   | 燃えて宿場町                              | 岡村信良          | 岡村信良   | 鈴木英明        | テイチク        | TEDA-10483 |
| 5  | 2003年 6月25日  | 01   | めぐり逢い                                | ゆうき詩子        | 四方章人   | 竜崎孝路        | テイチク        | TECA-11584 |
| 5  | 2003年 6月25日  | 02   | 夢航路                                    | ゆうき詩子        | 四方章人   | 竜崎孝路        | テイチク        | TECA-11584 |
| 6  | 2004年 11月24日 | 01   | この歌をあの人に…                         | チバリヨオ        | すずき英明 | 竜崎孝路        | テイチク        | TECA-11656 |
| 6  | 2004年 11月24日 | 02   | 明日へ                                    | 望月敏正          | 宮城衛     | 竜崎孝路        | テイチク        | TECA-11656 |
| 7  | 2006年 6月21日  | 01   | 佐渡航路                                  | 坂口照幸          | 弦哲也     | 前田俊明        | テイチク        | TECA-12056 |
| 7  | 2006年 6月21日  | 02   | おまえの長崎                              | 坂口照幸          | 弦哲也     | 前田俊明        | テイチク        | TECA-12056 |
| 8  | 2008年 2月27日  | 01   | 舞鶴港                                    | 坂口照幸          | 弦哲也     | 前田俊明        | テイチク        | TECA-12129 |
| 8  | 2008年 2月27日  | 02   | オホーツク挽歌 (シングルバージョン)       | 坂口照幸          | 弦哲也     | 前田俊明        | テイチク        | TECA-12129 |
| 9  | 2010年 4月21日  | 01   | 心のみちづれ                              | 城岡れい          | 弦哲也     | 南郷達也        | テイチク        | TECA-12229 |
| 9  | 2010年 4月21日  | 02   | 旅愁酒                                    | 城岡れい          | 弦哲也     | 南郷達也        | テイチク        | TECA-12229 |
| 10 | 2012年 1月1日   | 01   | 時よ…急がずに                             | 荒木とよひさ      | 弦哲也     | 前田俊明        | テイチク        | TECA-12317 |
| 10 | 2012年 1月1日   | 02   | 伊集の花咲く頃                            | 城岡れい          | 弦哲也     | 前田俊明        | テイチク        | TECA-12317 |
| 11 | 2013年 9月18日  | 01   | 風の旅人                                  | 坂口照幸          | 弦哲也     | 川村栄二        | テイチク        | TECA-12477 |
| 11 | 2013年 9月18日  | 02   | 船出の時                                  | 西本卓朗          | 西本卓朗   | 川村栄二        | テイチク        | TECA-12477 |
| 12 | 2016年 10月19日 | 01   | 天道虫                                    | 坂口照幸          | 弦哲也     | 前田俊明        | テイチク        | TECA-13716 |
| 12 | 2016年 10月19日 | 02   | 風の旅人 (ユーラシアアレンジVer.)         | 坂口照幸          | 弦哲也     | 前田俊明        | テイチク        | TECA-13716 |
| 13 | 2021年 6月16日  | 01   | 天山遥かに                                | 坂口照幸          | 弦哲也     | 杉山ユカリ      | テイチク        | TECA-21034 |
| 13 | 2021年 6月16日  | 02   | 空港物語                                  | 坂口照幸          | 弦哲也     | 杉山ユカリ      | テイチク        | TECA-21034 |
| 14 | 2024年 6月19日  | 01   | 悠久の故郷                                | 坂口照幸          | 桜庭伸幸   | 杉山ユカリ      | テイチク        | TECA-24025 |
| 14 | 2024年 6月19日  | 02   | 気がつけばそこに友がいる (三線バージョン) | 西本卓朗          | 西本卓朗   | 西本卓朗        | テイチク        | TECA-24025 |
| 14 | 2024年 6月19日  | 03   | 多摩の四季                                | 宇佐美江中        | 鈴木英明   | 西本卓朗        | テイチク        | TECA-24025 |

#### 通販限定シングル
| 発売日 | 曲順 | タイトル                              | 作詞   | 作曲           | 編曲   | 規格品番 |
| ------ | ---- | ------------------------------------- | ------ | -------------- | ------ | -------- |
| 2013年 | 01   | 高杉晋作の歌 〜ああ青春奇兵隊〜       | 水遊子 | チバリヨオ     | 松元靖 | XS-70256 |
| 2013年 | 02   | ジョン万次郎の歌 〜忘れはしない肝心〜 | 日高博 | かでかるさとし | 松元靖 | XS-70256 |

#### 委託制作盤
- 瀬川きよし名義

| 発売日 | 曲順 | タイトル | 作詞     | 作曲     | 編曲     | 規格品番 |
| ------ | ---- | -------- | -------- | -------- | -------- | -------- |
| 1987年 | A面  | 霞川慕情 | 吉田時蔵 | 久保寺優 | 竜崎孝路 | CR-103   |
| 1987年 | B面  | 今井音頭 | 吉田時蔵 | 久保寺優 | 竜崎孝路 | CR-103   |

- 三田りょう名義

| 発売日 | 曲順 | タイトル   | 作詞     | 作曲     | 編曲     | 規格品番 |
| ------ | ---- | ---------- | -------- | -------- | -------- | -------- |
| 1991年 | 01   | 春よぶ祭典 | 和泉陸郎 | 遠藤三雄 | 鈴木英明 | PRTS-62  |

### アルバム

#### オリジナル・アルバム
| 発売日        | タイトル         | レーベル | 規格品番   |
| ------------- | ---------------- | -------- | ---------- |
| 2007年1月24日 | 哀愁フェリーから | テイチク | TECE-30683 |

#### ベスト・アルバム
| 発売日         | タイトル                  | レーベル | 規格品番  |
| -------------- | ------------------------- | -------- | --------- |
| 2020年10月21日 | 三田りょう ベストアルバム | テイチク | TECE-3603 |

### タイアップ曲
| 年     | 楽曲       | タイアップ                                         |
| ------ | ---------- | -------------------------------------------------- |
| 1991年 | 春よぶ祭典 | 「第25回記念大会・青梅報知マラソン」イメージソング |

## 出演

### テレビ
- 三田りょうのラララ♪で行こう（多摩ケーブルネットワーク）
- 日本有線大賞（TBS）
  - 第33回（2000年12月15日）
  - 第39回（2006年12月16日）
- ありえへん∞世界（2014年7月22日、テレビ東京）
- 世界進出バラエティ!メイドインジャパン 日本に誇りもてるSP!（2015年1月7日、TBS）
- 世界の日本人妻は見た!（2015年4月21日、TBS）

### ラジオ
- 三田りょうのRUNRUNタイム（RBCiラジオ）